# War Horse (film)
War Horse è un film del 2011 diretto da Steven Spielberg, tratto dall'omonimo romanzo scritto da Michael Morpurgo e dall'omonimo adattamento teatrale del romanzo di Nick Stafford.
Ha ricevuto sei candidature ai premi Oscar 2012.

## Trama
A un'asta di paese, in un villaggio del Devon, Ted Narracott, un piccolo affittuario di una fattoria dove vive con la moglie Rose e il figlio Albert, acquista per trenta ghinee uno stupendo cavallo baio, non ancora adulto e che è stato da poco tolto alla madre. Viene rimproverato dalla consorte, che lo accusa di essersi fatto ingannare, ma non trova d'accordo il figlio, che ben presto riesce a conquistare la fiducia del cavallo e ad instaurare un rapporto di profondo affetto e di complicità con l'animale, cui assegna il nome di Joey. Con lui cercherà eroicamente di dissodare un campo per pagare l'affitto che la famiglia deve a Lyons, il proprietario della fattoria. I suoi sforzi, ammirati da tutti i membri della comunità del villaggio, vengono però vanificati da una forte pioggia che distrugge il raccolto. Il padre di Albert, allora, sapendo di essere sul lastrico e di star per perdere la fattoria, come extrema ratio, decide di vendere il povero Joey all'esercito inglese, impegnato a scendere in campo nella prima guerra mondiale. Albert corre per impedire la vendita, ma arriva troppo tardi. Non volendo abbandonare il suo migliore amico, Albert vorrebbe arruolarsi come volontario, ma essendo troppo giovane la sua richiesta viene respinta ed il capitano Nicholls, nuovo proprietario dell'animale, venendo quanto sia forte il legame tra il ragazzo e il cavallo, gli promette che avrà cura di Joey e se possibile al termine della guerra glielo restituirà.
La scena si sposta allora sull'attraversamento inglese della Manica (la trama segue passo per passo la vicenda del cavallo, con i personaggi umani come contorno), e sulla morte di Nicholls in Francia, in una assurda carica contro l'esercito tedesco.
Joey tuttavia sopravvive, venendo catturato assieme a Topthorn (il cavallo col quale diviene molto amico appartenuto al maggiore Stewart) dai Tedeschi, tra i quali due ragazzi dell'esercito, Gunther e Michael, che cominciano ad affezionarvisi e fanno di tutto per proteggerli dagli altri soldati. Quando Michael viene scelto per raggiungere il fronte, Gunther non può permetterlo e riprende con sé il fratello cavalcando Joey e Topthorn. La loro fuga assieme ai cavalli rubati è però per loro fatale; una volta scoperti, vengono fucilati per diserzione. I giovani erano stati trovati in un mulino situato in un possedimento terriero che apparteneva a un anziano signore francese che viveva da solo con l'orfana nipotina Emilie. È proprio lei a rinvenire gli animali. Da sempre desiderosa di imparare a cavalcare, si affeziona alle due bestie chiamandole François e Claude. Joey e Topthorn vengono amorevolmente accuditi da Emilie, ma questo pacifico periodo dura poco poiché si ritrovano nuovamente in mano dell'esercito tedesco e la forzata separazione tra Emilie e i due affezionati cavalli compromette irreparabilmente la salute della povera ragazza. Nella loro permanenza nelle truppe tedesche, un soldato pieno di umanità ed empatia cerca in ogni modo di salvarli, feriti e senza presa sugli insensibili ufficiali, che considerano gli animali solo in funzione utilitaristica abbassandosi così al punto da essere più bestie dei cavalli, capaci invece di avere un rapporto pulito con chi sa apprezzarli. Joey con molta forza di volontà riesce a sopravvivere, messo in fuga dal tedesco complice, mentre il suo migliore amico quadrupede soccombe tragicamente.
Joey non trova mai padroni casuali, né casualmente questi vengono in contatto con l'animale, perché sussiste un fil rouge, una invisibile comunione di sentimenti che permette loro di riconoscersi a vicenda.
Siamo ormai arrivati al 1918, alle fasi finali del conflitto, e qui ritroviamo Albert che, nel frattempo arruolatosi, è diventato un valoroso combattente. Dopo uno scontro coi Tedeschi viene gravemente colpito agli occhi dal gas nemico. Ricoverato, viene a sapere di un cavallo che è miracolosamente riuscito a sopravvivere pur rimanendo impigliato fra i reticolati della terra di nessuno. Gli ufficiali, avendo notato che è ferito, stanno per abbattere il cavallo quando Albert, ancora bendato, capisce che il cavallo è il suo adorato Joey chiamandolo col richiamo d'un tempo. Joey, felice di rivederlo dopo tanto tempo, lo raggiunge. La commozione generale induce i medici a curarlo e al termine della guerra, quando viene ordinato di vendere al mercato i cavalli, i commilitoni fanno una colletta per aiutare Albert a ricomprarlo.
Quando il macellaio del paese supera l'offerta di Albert irrompe a sorpresa il nonno francese che aveva conosciuto Joey, che lo compra grazie all'inavvicinabile cifra di 100 sterline. Per lui, rimasto completamente solo (la nipote è morta), quell'animale è ormai l'unica cosa che gli ricordi l'adorata Emilie. Albert, pur dispiaciuto, è ormai pronto a separarsi dal cavallo quando questi, tirato avanti dal suo nuovo padrone, torna indietro per stare con il suo Albert. Il francese, profondamente commosso dal rapporto tra i due, viene nel frattempo a conoscenza della forte storia che lega il giovane e l'animale, storia che trova conferma quando Albert riconosce la bandiera del reggimento del padre, bandiera che il nonno aveva rinvenuto addosso a Joey. Conscio del fatto che la sua Emilie voleva il bene di Joey (o François che sia), cede allora definitivamente il cavallo ad Albert che, abbracciato dai genitori al suo rientro nel Devon, restituisce al padre la bandiera (che questi aveva portato con sé nella seconda guerra boera, dopo la quale era stato insignito di importanti medaglie per il comportamento eroico tenuto alla battaglia del Transvaal), capendo finalmente perché questi non gli avesse mai parlato della guerra, di quelle inutili carneficine cui Joey, ora beato in mezzo ad un suggestivo tramonto, è e sarà sempre estraneo.

## Promozione
Il primo trailer in lingua originale è stato distribuito il 28 giugno 2011. Il primo trailer in lingua italiana è invece stato distribuito il 29 giugno 2011.
Per promuovere il film è stata organizzata un'anteprima nazionale in alcune sale del circuito UCI Cinemas, che hanno proiettato il film in versione originale sottotitolata in italiano dal 13 al 16 febbraio.

## Distribuzione
Il film è stato distribuito nelle sale statunitensi il 25 dicembre 2011 mentre in quelle italiane è stato distribuito il 17 febbraio 2012.

## Riconoscimenti
- 2012 - Premio Oscar
  - Nomination Miglior film a Steven Spielberg e Kathleen Kennedy
  - Nomination Migliore fotografia a Janusz Kaminski
  - Nomination Migliore scenografia a Lee Sandales e Rick Carter
  - Nomination Miglior sonoro a Gary Rydstrom, Andy Nelson, Tom Johnson e Stuart Wilson
  - Nomination Miglior montaggio sonoro a Richard Hymns e Gary Rydstrom
  - Nomination Miglior colonna sonora a John Williams
- 2012 - Golden Globe
  - Nomination Miglior film drammatico
  - Nomination Miglior colonna sonora a John Williams
- 2012 - BAFTA
  - Nomination Migliore fotografia a Janusz Kaminski
  - Nomination Migliore scenografia a Lee Sandales e Rick Carter
  - Nomination Miglior sonoro a Gary Rydstrom, Andy Nelson, Tom Johnson e Stuart Wilson
  - Nomination Miglior colonna sonora a John Williams
  - Nomination Migliori effetti speciali a Ben Morris e Neil Corbould
- 2012 - Broadcast Film Critics Association Award
  - Migliore fotografia a Janusz Kaminski
  - Nomination Miglior film
  - Nomination Migliore regia a Steven Spielberg
  - Nomination Migliore scenografia a Lee Sandales e Rick Carter
  - Nomination Miglior montaggio a Michael Kahn
  - Nomination Miglior sonoro a Gary Rydstrom, Andy Nelson, Tom Johnson e Stuart Wilson
  - Nomination Miglior colonna sonora a John Williams

- 2012 - National Board of Review Award
  - Migliori dieci film
- 2012 - Central Ohio Film Critics Association Award
  - Nomination Migliore fotografia a Janusz Kaminski
  - Nomination Miglior colonna sonora a John Williams
- 2012 - Chicago Film Critics Association Award
  - Nomination Migliore fotografia a Janusz Kaminski
- 2012 - Motion Picture Sound Editors
  - Miglior montaggio sonoro
- 2011 - Satellite Award
  - Migliore fotografia a Janusz Kaminski
  - Nomination Miglior film
  - Nomination Migliore regia a Steven Spielberg
  - Nomination Migliore sceneggiatura non originale a Lee Hall e Richard Curtis
  - Nomination Miglior montaggio a Michael Kahn
  - Nomination Miglior sonoro a Gary Rydstrom, Andy Nelson, Tom Johnson e Stuart Wilson
  - Nomination Miglior colonna sonora a John Williams
  - Nomination Migliori effetti speciali a Ben Morris e Neil Corbould
- 2011 - Southeastern Film Critics Association Award
  - Nomination Miglior film